# Lee Namyong
Pour les articles homonymes, voir Lee.
Lee Namyong né le 28 septembre 1983, est un joueur de hockey sur gazon sud-coréen.
Il a participé aux Jeux olympiques à 2 reprises (2008 et 2012).

## Palmarès

### Jeux olympiques
- Top 8 : 2008, 2012

### Jeux asiatiques
- : 2002, 2006
- : 2014